# 海瑞
海瑞（1514年1月23日—1587年11月13日），字汝贤，又字国开、应麟，号刚峰，广东琼山县（今海南海口）人，祖籍广东番禺，明朝政治家。嘉靖己酉举人，初任教谕，升知县，为人刚直，以清官之声名，誉满天下。嘉靖末年上疏切谏，痛砭时弊，言忤嘉靖帝，下狱论死。隆庆帝即位后得释，累升应天巡抚，人称“海青天”。万历时，累官南京都察院右都御史。

## 生平

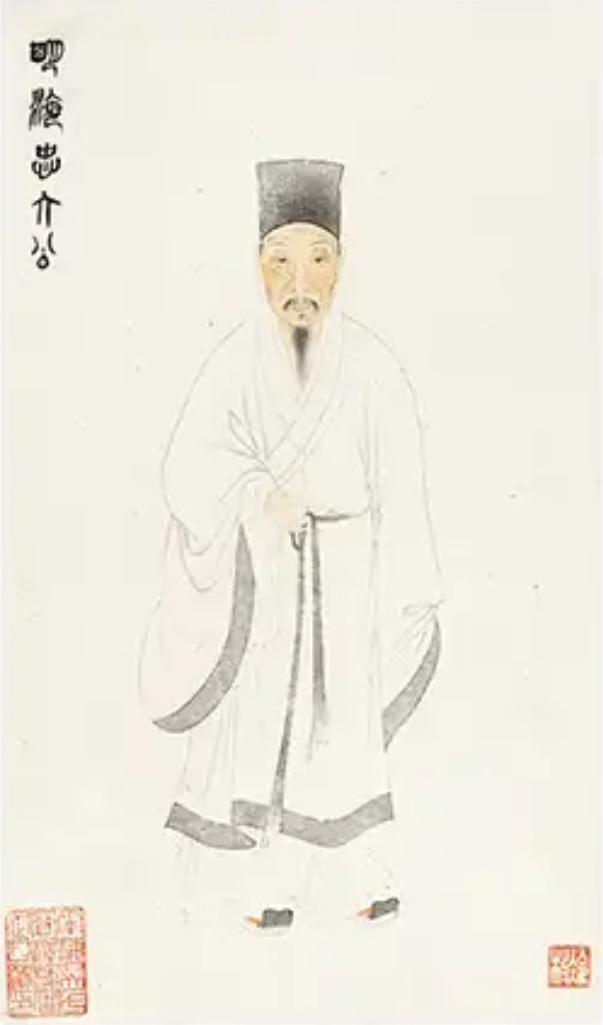
《名臣畫像册》之海瑞像，清·冷枚繪

### 家世背景
十世祖海俅是南宋时军官，由福建迁往广东番禺，四传至海逊之，为明初广州某卫军官。海逊之之子海答儿，於洪武十六年（1383年）从军海南，迁居琼山县，是海瑞的高祖父，其后代弃武从文，成为望族。海瑞祖父海宽，中景泰七年（1456年）丙子科举人，曾官福建松溪县知县。从伯父海澄，登成化十一年（1475年）乙未科进士，官至四川道监察御史。

### 早年从学
正德八年十二月二十七日（1514年1月23日），海瑞出生。四岁时，父亲海瀚去世，由母亲谢氏抚养长大。海瑞为生员时，即对“心性”、“致良知”学说颇感兴趣，并对读书人为求取功名专研八股的行为深表不齒，奠定了日后崇陆贬朱的学术思想。
海瑞不善应试，直到嘉靖二十八年（1549年）三十七岁时才中举，多少得益于乡试时写下的名篇《治黎策》。他既反对与黎人议和，也反对“宣传教化”之策，主张以大军进剿，设立州县，迁徙汉民，把黎人赶走。嘉靖二十九年（1550年）赴京会试时，又上《平黎疏》，继续宣扬其主张。三年后再次参加癸丑科会试不中，遂决定以举人身份出仕。

### 仕途初期

#### 南平教谕
嘉靖三十二年（1553年）海瑞选授福建南平县教谕。当时明朝的法律，禁止教职人员向官员下跪，海瑞遵守朝廷体制，参见上官时只是作揖，而身旁两位县学訓導则跪拜左右，三人形似笔架，因此被戏称为“笔床博士”。福建提学副使朱衡因此十分敬重海瑞，曾把他借调到正学书院修书。

#### 淳安知县
嘉靖三十七年（1558年）升任浙江淳安县知县，任上勤于政事，做了不少实事。如重新丈量土地，平均徭役；对上司送礼只送米酒等物；又减少百姓正税之外的负担。他还擅长断案，邻县不能解决的疑案，也送到淳安请海瑞解决。巡盐都御史鄢懋卿路过淳安，认为招待太薄，遂唆使御史袁淳弹劾海瑞，原本海瑞被擢升嘉兴府通判（正六品），却因此被降调为兴国州判官（从七品）。后来鄢懋卿、袁淳都因为贪污被革职，海瑞才重新升官。

#### 兴国知县
嘉靖四十一年（1562年），海瑞被降调为江西赣州府兴国县知县。兴国是个穷县，税收不足十分之五。海瑞向南赣巡抚吴百朋上陈《兴国八议》，针对地方利弊提出各项改革，因升职而未及实施。

### 朝堂之争
嘉靖四十三年（1564年），因时任吏部右侍郎的朱衡提拔，海瑞升为户部云南司主事。嘉靖四十四年（1565年）上《治安疏》，既肯定嘉靖帝即位之初，励精图治，將元世祖牌位逐出歷代帝王廟等行为；又认为其颓废日久，使得朝纲不振，官员腐败，人民困苦，甚至調侃嘉靖年號的含義是「言家家皆净而无财用也」；并指责百官一意媚上，为满足皇帝修道而进贡香料；希望皇帝能重新振作。嘉靖帝读后大为震怒，將疏卷用力甩在地上，但卻因內容句句屬實，一看再看，無法反駁，最終心中氣憤無法平息，因此把他抓进诏狱。户部司务何以尚发觉嘉靖帝不想杀海瑞，奏请释放，又说自己买了40两名贵香料，献给皇帝修道用。嘉靖帝大怒把何以尚抓起来，予以重责。嘉靖四十五年（1566年）冬，嘉靖帝驾崩，隆庆帝奉遗诏命海瑞出狱，又改任为兵部武库司主事。隆庆元年（1567年）连续升官，历任尚宝司丞、大理寺右丞、大理寺左丞、南京通政司右通政。

### 应天巡抚
隆慶三年（1569年）夏天海瑞出任应天巡抚，推行“一条鞭法”。正好赶上长江发大水，江南被淹。此前明廷曾多次疏浚吴淞江，治理了几十年都没有成功。海瑞一上任，实际考察，发现黄浦夺淞势不可免，决定另辟蹊径，将黄浦江改为主河道，经过几个月的治理，解决了数十年的水患。黄浦江畔的上海县也由此发展起来，后成为中国最大的城市。
海瑞當上江南巡撫時，首輔徐階家族世代共佔田二十四萬畝，百姓向海瑞投牒訟冤者日以千計，海瑞要求徐階退田，徐階退了一些，海瑞並不滿意，弄得徐階很難堪，最後退了一半的田地。徐阶之弟徐陟也因作恶被判刑。此時海瑞被誉为“海青天”，亦称“包公再世”。
海瑞巡抚应天半年后，被改任南京粮储。

### 晚年
海瑞革职闲居达十六年。万历十三年（1585年）以荐被任為南京右僉都御史、南京吏部右侍郎，但都没有实权。
万历十五年（1587年）十月十三日，卒于任上。去世的前幾天，海瑞退掉了兵部送來的六钱銀子。南京都察院佥都御史王用汲到海瑞家收集遗物，僅餘葛幃舊衣，無以為殮，不禁潸然淚下，幸賴同僚捐治葬具。贈太子少保，諡忠介。發喪之日，“市民送者夾岸，酹酒而哭者百里不絕。”海瑞一生刚正不阿，不事权贵，为官清正，生活俭朴。被誉为“南包公”。著有《海瑞集》。

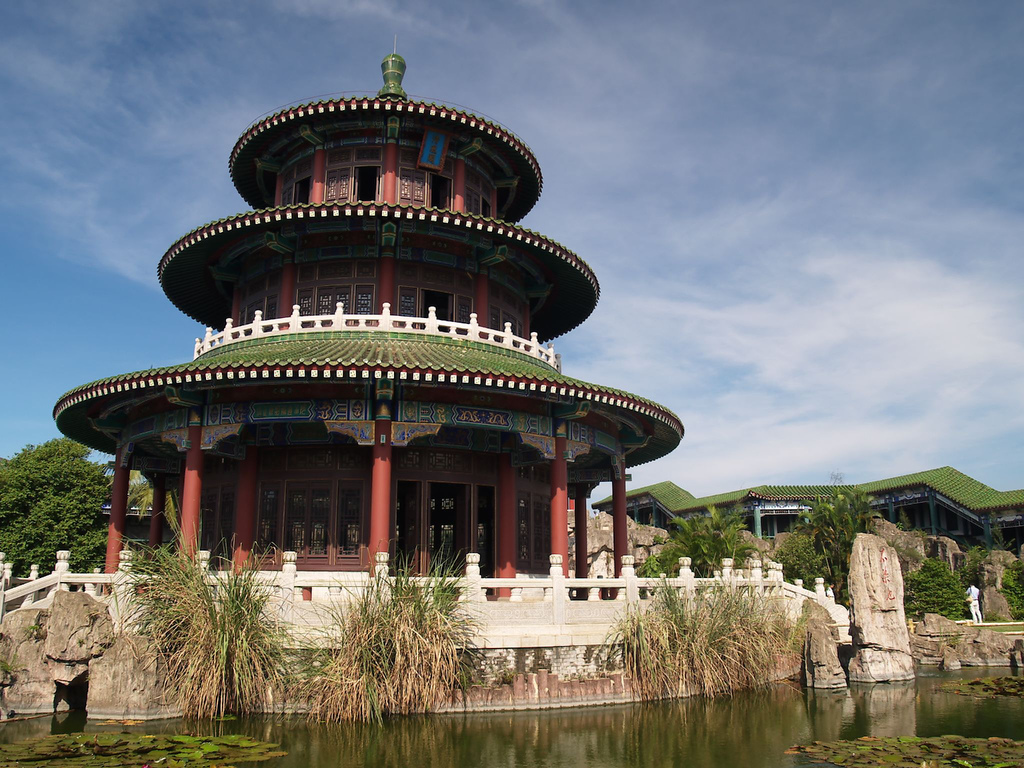
海瑞墓之海瑞陳列館

## 思想

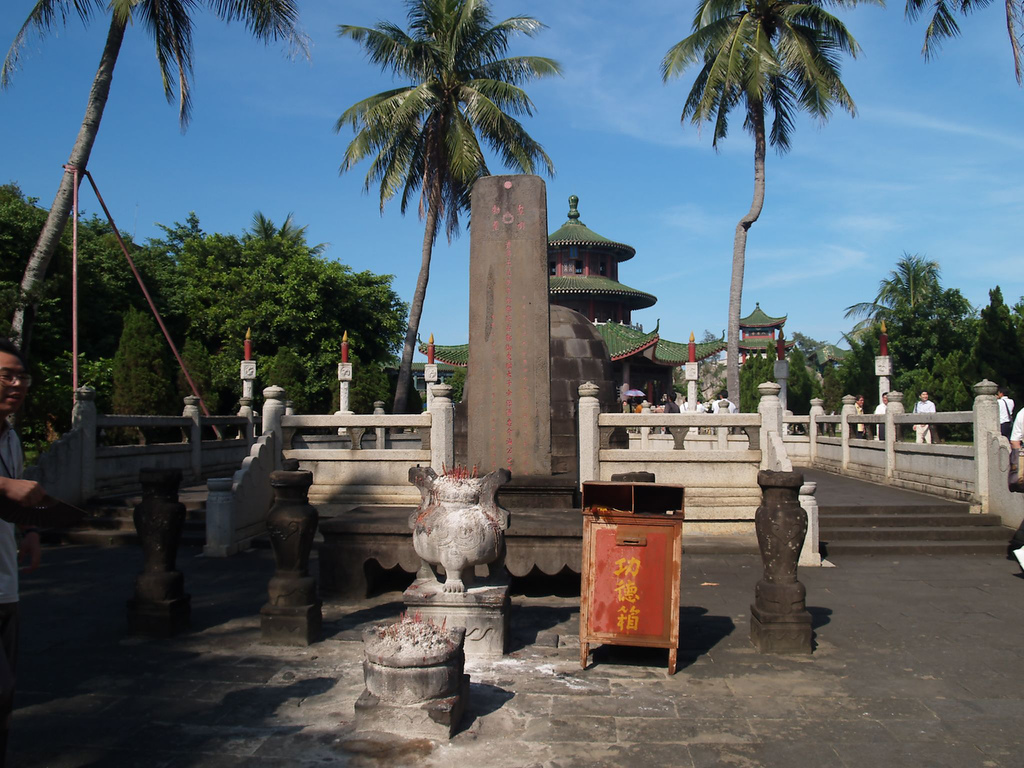
在海口市的海瑞墓

### 尊陆崇王
海瑞对心学创立者陆九渊极为尊崇，思想亦以陆九渊的学说为根本，认为万物唯心，心外无物。对于理学家批判陆九渊的学说像禅宗，海瑞亦予以反驳，详细辨明了心学与禅宗的区别。

### 批判理学
海瑞大力批判程朱理学，曾说朱熹虽然读书很多，但所学“支离破碎”，后人师从朱熹，就更不如了。明朝科举的八股文考试以程朱理学为标准，海瑞因此很晚才中举，还是靠策论写得好，博得考官同情。而两次会试都落第了。

### 知行合一
海瑞在行动上亦反对程颐所提出的“饿死事小，失节事大”的节烈观。他曾因婆媳矛盾与妻子许氏离婚，劝其改嫁，并借钱为其办嫁妆。在淳安知县任上，又禁止民间溺杀女婴的陋习。成为应天巡抚后，又下令容許辖区内寡妇改嫁。

## 家庭
海瑞父亲海瀚在其四岁时去世，由母亲谢氏抚养长大。前妻许氏，育有两女。后因与谢氏失和而离异。继室潘氏，一个月不到又离异，再娶王氏，和谢氏相处和睦。生长子海中砥、次子海中亮，俱早夭，又生一女。先后纳妾邱氏、韩氏。邱氏自缢而死，韩氏生一子海中期，亦早夭。

## 争议

### 族籍争议

#### 回族说
经回族历史学者白寿彝考证，海瑞疑似是回族人，曾将海瑞收录其主编的《回族人物志》。认为海瑞是回族的主要依据有二：一是海瑞五世祖海答儿的名字具有色目人的特征；二是明宣宗时期，曾有海姓军官在海瑞故里修建礼拜寺，回族学者认为这个礼拜寺就是清真寺。对此，中共中央宣传部在其编辑的《图书编校质量差错案例》要求说，“考虑到有不少回族人士认为海瑞是穆斯林，因此，涉及描述海瑞的文字，如有与穆斯林禁忌习俗不合者，应注意避免”。出于这个说法，即使在《万历十五年》中华书局版本中，该书编辑徐卫东出于自我审查目的将作者原文的“两斤猪肉”改为“两斤肉”。

#### 汉族说
海南大学人文传播学院院长闫广林主编的《海南历史文化》认为海瑞属于汉族。一者海瑞无直系后代，其旁系后裔经专家实地调查，发现都不是回族人；二者海瑞任知县时曾发文买猪多头，用于文庙祭祀活动；三者他上疏称嘉靖帝为“万物之主”，與伊斯蘭教之清真言“萬物非主，唯有真主，穆罕默德是真主的使者”不符。

### 追赠官衔
《明史》记载海瑞死后追赠“太子太保”，流传甚广。而明朝人为海瑞所作传记多写作“太子少保”，海瑞墓前的明代碑文也写作“太子少保”，明朝二品官员亦无追赠太子太保的惯例。

### 罚胡公子
明朝后期一些笔记记载：海瑞为淳安知县时，浙直总督胡宗宪的儿子路过淳安驿站，鞭打驿站的办事人员，海瑞于是说这个胡公子肯定是假的，将其所带的几千两白银都罚入县里的仓库，并向胡宗宪报告，胡宗宪竟拿他没有办法。《明史》把这个故事写入海瑞本传。但天启年间有官员黄秉石实地考察淳安，发现淳安根本没有驿站，当地人也不知道有这回事。海瑞自己也曾说“淳安无驿递”。黄秉石认为这个事情是假的，他还说后人把许多不近人情的事情附会在海瑞身上。

### 李贽评语
因受黄仁宇著作《万历十五年》的影响，网络广泛传言明朝著名思想家李贽曾评价海瑞：“先生为万年青草，可以傲霜雪而不可任栋梁。”但李贽并没有说过这样的话，反而称赞海瑞是“青松翠柏”、“栋梁遂就”。

### 杀女传闻
明末野史笔记《见只编》曾记载海瑞因为五岁的女儿拿了男仆一个饼，就大怒将其饿死。与海瑞同时代的御史房寰则称海瑞的女儿被其缢杀。但海瑞殺女傳聞卻從未記載於正史中，極可能是子虛烏有之事。

## 艺术形象
後人依據其剛正不阿、為民伸冤之形象創作《海剛峰先生居官公案傳》、《海公案》等公案小說以及《海瑞罷官》等戲劇作品。电视剧《海瑞》以海瑞为主角。电视剧《大明王朝1566》中海瑞是重要角色。